# Dalavaipatti
Dalavaipatti là một thị trấn thống kê (census town) của quận Salem thuộc bang Tamil Nadu, Ấn Độ.

## Nhân khẩu
Theo điều tra dân số năm 2001 của Ấn Độ, Dalavaipatti có dân số 6256 người. Phái nam chiếm 52% tổng số dân và phái nữ chiếm 48%. Dalavaipatti có tỷ lệ 54% biết đọc biết viết, thấp hơn tỷ lệ trung bình toàn quốc là 59,5%: tỷ lệ cho phái nam là 63%, và tỷ lệ cho phái nữ là 45%. Tại Dalavaipatti, 13% dân số nhỏ hơn 6 tuổi.